# 朱建平
朱 建平（しゅ けんぺい、生年不詳 - 226年以前）は、中国後漢・三国時代の占師。建平が名か字かは不明。豫州沛国の人。

## 経歴
朱建平は人相見の達人として当時有名であり、その事績は『三国志』「方技伝」において記述されている。
民間にいたころからよく占いが的中していた。曹操が魏公の頃、その噂を聞いて朱建平を招き侍郎に任命した（なお、曹操も沛国の出身である）。
曹丕が朱建平に自分や側近の者の人相を占わせたことがあった。朱建平は曹丕には「寿命は八十歳ですが四十歳のときにいささか災難がございますのでお気をつけください」と、夏侯威には「四十九歳で州牧になられますがその時災難がございます。それを切り抜けられれば七十まで生き天子の後見にまで登られます」と、曹彪には「藩国をあずかられますが五十七できっと兵禍にあわれます。お気を付けください」と言った。
曹丕は黄初7年（226年）、四十歳で危篤になったとき、「朱建平が八十と言ったのは（四十と言うとわしの機嫌を損ねると思って）昼と夜を別々に数えて言ったのだ。わしの命もこれまでだ」と言い直後に死去した。夏侯威は四十九歳の時には兗州刺史となっていた。12月上旬に大病をしたので予言のこともあって覚悟を決め遺言その他の準備をすっかり整えたところ、病気は快方に向かい年末にはすっかりよくなっていた。大晦日に部下を集めて酒宴を開いて「病気もすっかりよくなり明日年が明ければ五十歳だ（当時は数え年）。なんとか予言の年も無事に済んだ」と言ったが、酒宴が終わった後にわかに病気が再発しその夜のうちに死去した。曹彪は楚王となっていた五十七歳の時、幼帝曹芳に代えて年長の皇帝を立て、皇帝をしのぐ権力を持つようになっていた司馬懿の簒奪を阻止しようという王淩の計画に乗り、発覚して自殺を命じられた。
ただ、王粛ほか予言が当たらなかった例も三国志方技伝には記載されている。また、馬の相を見ることにも長けていたという。
朱建平は黄初年間（220年 - 226年）に死去した。